# Rue des Ursulines (Trois-Rivières)
Pour les articles homonymes, voir Rue des Ursulines et Ursulines.
La rue des Ursulines est une voie de communication située dans le Vieux-Trois-Rivières, en Mauricie, au Québec (Canada). Ouverte depuis 1650, elle est la plus ancienne rue de Trois-Rivières.

## Situation et accès
Située dans l'arrondissement historique de Trois-Rivières et le district électoral de Marie-de-l'Incarnation, en bordure du fleuve Saint-Laurent, on y retrouve des édifices classés au patrimoine culturel du Québec.

## Origine du nom
Elle porte ce nom en mémoire de l'établissement des sœurs Ursulines à Trois-Rivières en 1697.

## Historique
Cette rue a été ouverte en 1650 sous le nom de rue Notre-Dame, ce qui en fait la plus vieille voie de communication routière pavée de la ville fondée par Laviolette quelques années plus tôt en 1634.
En 1890, l'Ordre de Sainte-Ursule cède une parcelle de terre devant le monastère des Ursulines de Trois-Rivières, ainsi qu'un lot supplémentaire en 1898, afin de permettre le redressement et l'élargissement de la chaussée.
En 1947, le tronçon de la rue entre la rue des Casernes et la rue Hertel est renommé « rue des Ursulines » pour célébrer le 250e anniversaire de l'établissement des Ursulines à Trois-Rivières.
Fait particulier, les rues franchissant la rue Notre-Dame-Centre et son ancien prolongement, la rue des Ursulines, portaient un odonyme différent de part et d'autre de la rue; pour des Ursulines, il y avait les rues des Casernes (au sud) et Bonaventure (au nord), les rues Saint-Louis (au sud) et Saint-Jean (au nord).

## Bâtiments remarquables et lieux de mémoire
- Musée des Ursulines, au 734, rue des Ursulines.
- Jardin des Ursulines, sur le lot 2191 du cadastre de Trois-Rivières.
- Centre d'art des Récollets - Saint-James (Chapelle du monastère des Récollets), au 787-811, rue des Ursulines.

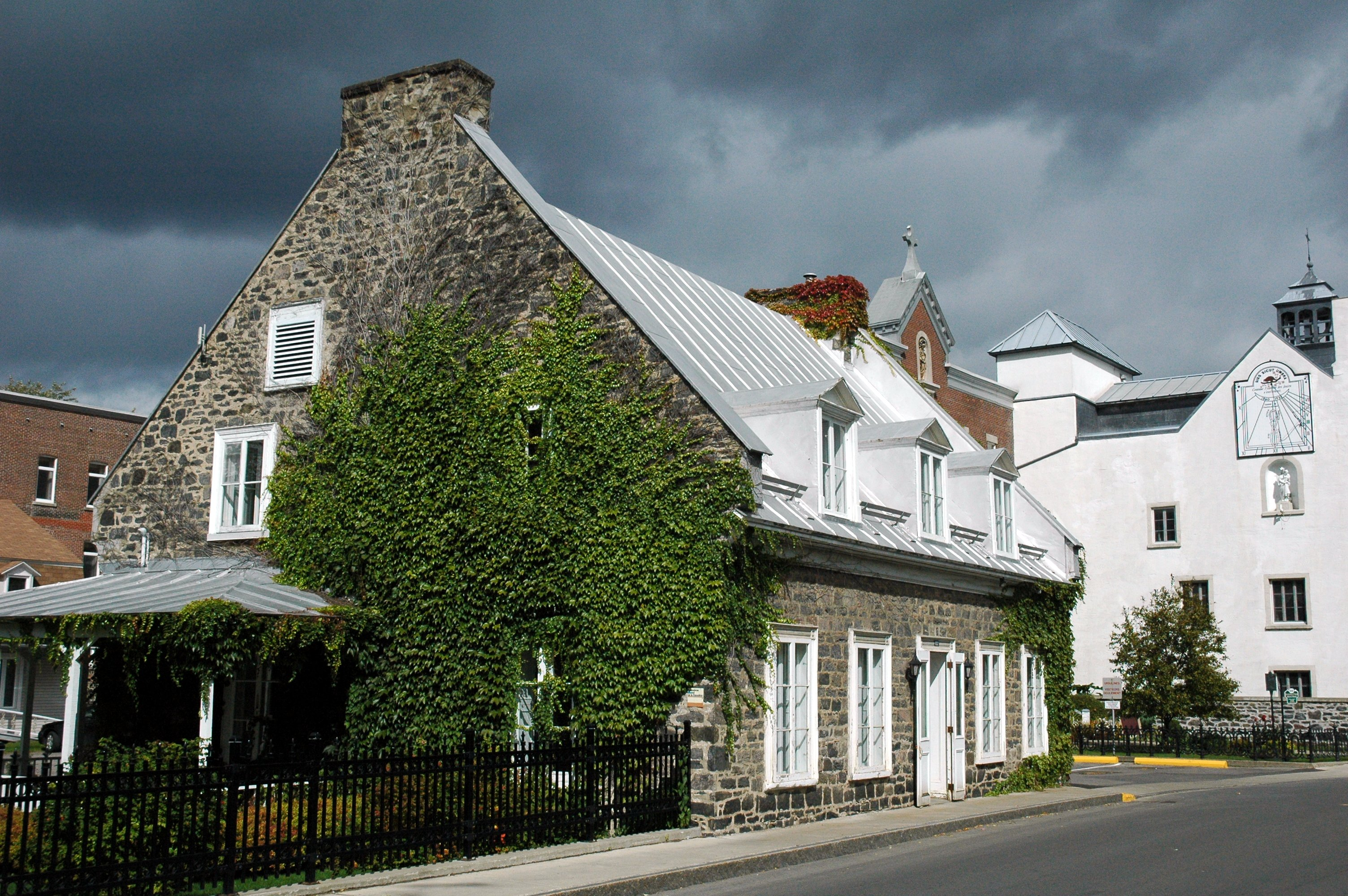
Maison Hertel-De La Fresnière, au 802, rue des Ursulines, classée monument historique en 1961.
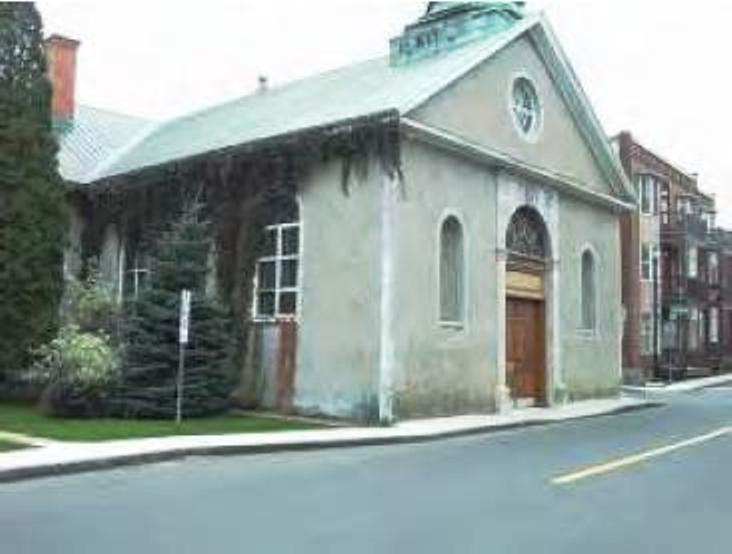
Ancienne église des Récollets.
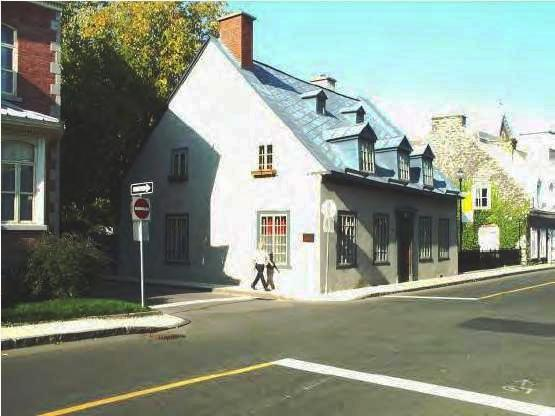
Maison Georges-De Gannes, au 834, rue des Ursulines.
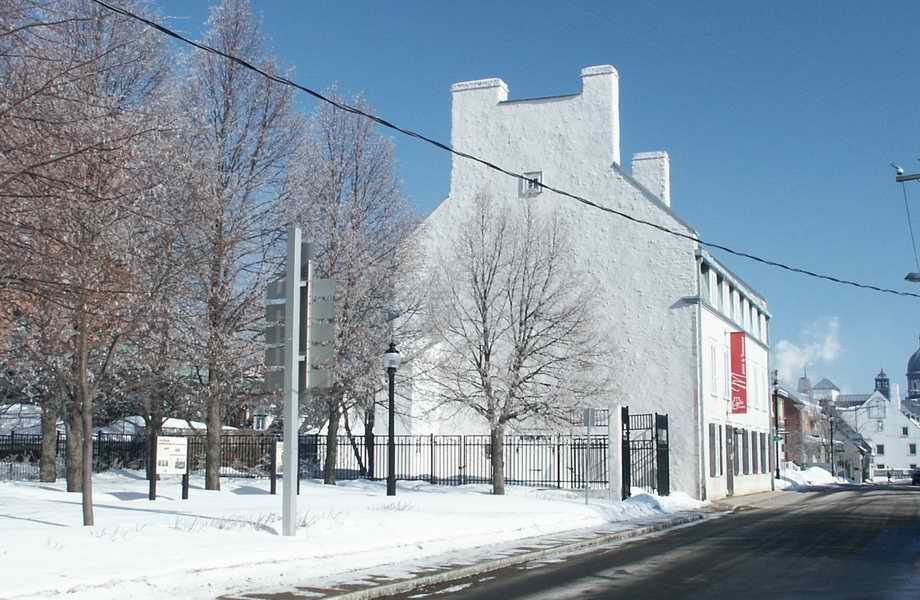
Galerie d'art du Parc situé dans le Manoir de Tonnancour, au 864, rue des Ursulines.
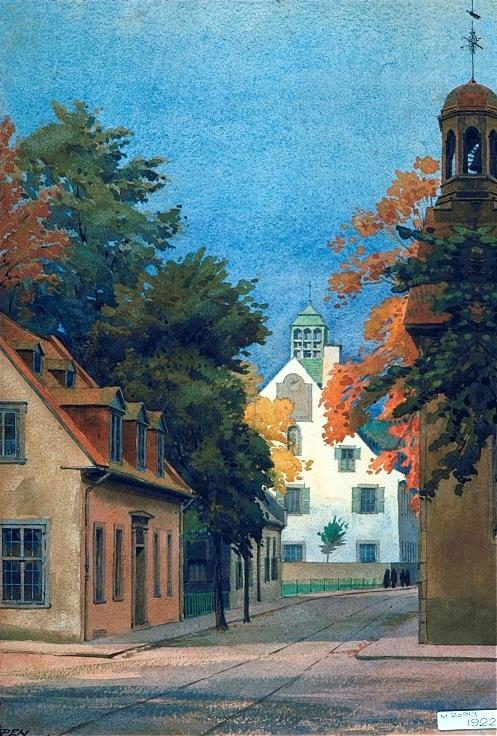
Percy Erskine Nobbs (1875-1964).

- Place d'Armes de Trois-Rivières.

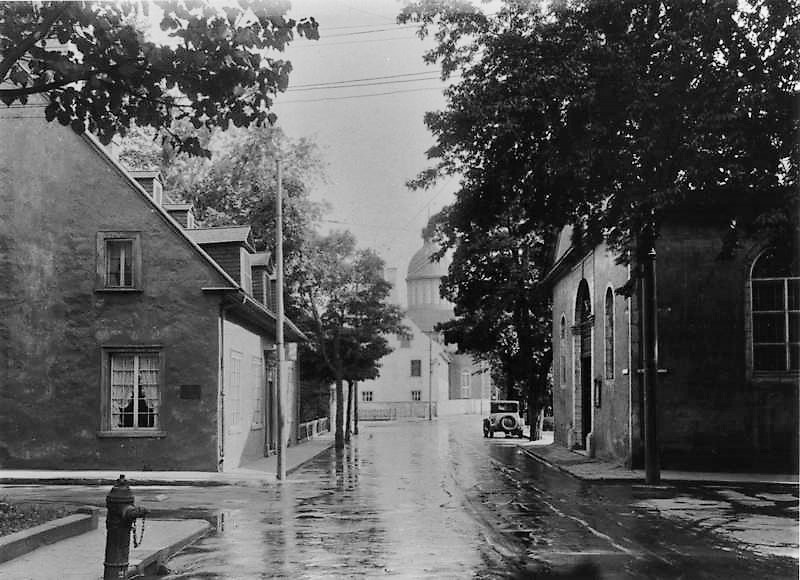
Rue des Ursulines vers 1935.
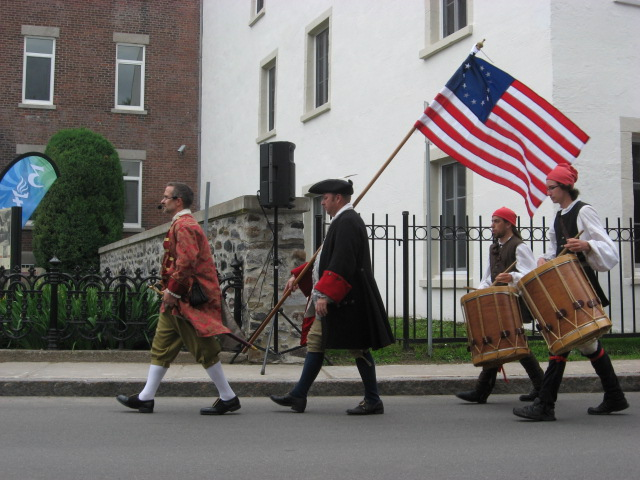
Célébrations du 375e anniversaire de Trois-Rivières.
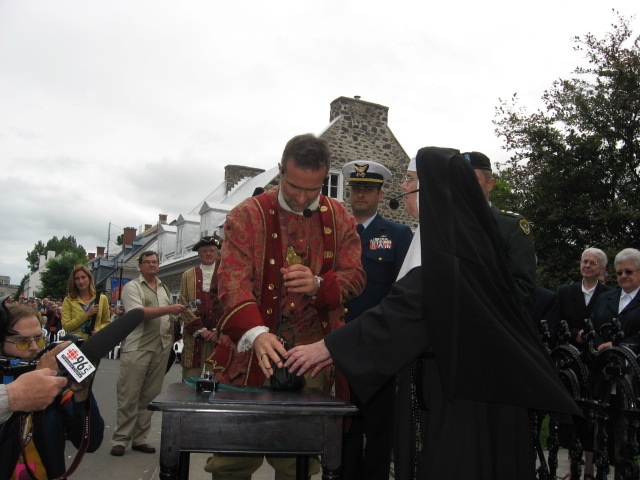
Les Américains règlent leur dette envers les Ursulines à Trois-Rivières, le 4 juillet 2009.